# Parafia św. Równej Apostołom Marii Magdaleny w Puławach
Parafia św. Równej Apostołom Marii Magdaleny – parafia prawosławna w Puławach, w dekanacie Lublin diecezji lubelsko-chełmskiej.
Na terenie parafii funkcjonuje 1 cerkiew:
- cerkiew św. Marii Magdaleny w Puławach – parafialna

Na zabytkowym cmentarzu rzymskokatolickim w dzielnicy Włostowice znajduje się kaplica prawosławna.

## Historia
Udokumentowane początki prawosławia w Puławach sięgają roku 1843, kiedy to do Pałacu Czartoryskich przeniesiono z Warszawy Instytut Dobrze Urodzonych Panien. W Instytucie otwarto cerkiew domową pod wezwaniem św. Męczennicy Księżnej Aleksandry. Świątynia ta została konsekrowana 19 października 1844 przez arcybiskupa warszawskiego i nowogeorgijewskiego Nikanora. Jednak już w 1862 Instytut z powrotem przeniesiono do Warszawy, w związku z czym cerkiew zamknięto, a jej wyposażenie trafiło do świątyń w Warszawie i Chełmie.
W 1871 w Pałacu Czartoryskich otworzono Instytut Gospodarstwa Wiejskiego i Leśnictwa, w którym również powstała domowa cerkiew – pod wezwaniem Opieki Matki Bożej (konsekrowana 20 października 1871 przez arcybiskupa Joannicjusza). 15 kwietnia 1877 erygowano samodzielną parafię prawosławną w Puławach, a w 1884 z inicjatywy ks. Jurija Tatarowa założono na Włostowicach cmentarz parafialny (wchodzący obecnie w skład cmentarza rzymskokatolickiego). Nieco wcześniej nieopodal cerkwi zbudowano dzwonnicę (rozebraną w 1915). W 1904 na terenie dzisiejszego Opola Lubelskiego wzniesiono cerkiew filialną, również pod wezwaniem Opieki Matki Bożej, a w 1909 – cerkiew polową pod wezwaniem Świętej Trójcy, przeznaczoną dla 71. Bielawskiego Pułku Piechoty, stacjonującego w Puławach. W 1913 zbudowano murowaną kaplicę cmentarną.
Działalność parafii została przerwana w czasie I wojny światowej, kiedy to ludność prawosławna wraz z wojskami carskimi udała się w głąb Rosji (bieżeństwo). Cerkiew Opieki Matki Bożej w Pałacu Czartoryskich została zlikwidowana, natomiast cerkiew Świętej Trójcy przejęli w 1920 rzymscy katolicy – obecnie (po przebudowie w latach 1936–1938) jest to kościół parafialny pod wezwaniem Matki Bożej Różańcowej.
Pozostała po I wojnie światowej diaspora prawosławna w Puławach nie posiadała żadnego obiektu sakralnego (oprócz nieużytkowanej, będącej w złym stanie technicznym kaplicy cmentarnej) aż do początku XXI wieku. Wierni należeli do parafii Przemienienia Pańskiego w Lublinie. Dopiero w 2000 diecezja lubelsko-chełmska otrzymała od Skarbu Państwa – w ramach zadośćuczynienia za utracony majątek Kościoła Prawosławnego – działkę budowlaną przy ulicy Władysława Stanisława Reymonta 23.
16 czerwca 2002 na otrzymanej działce rozpoczęto budowę cerkwi pod wezwaniem św. Równej Apostołom Marii Magdaleny, a 27 kwietnia 2003 celebrowano w nowej świątyni pierwsze nabożeństwo. Budowę cerkwi ukończono w lipcu 2004. Wcześniej, 10 września 2003 arcybiskup Abel (Popławski) restytuował puławską parafię prawosławną, której – podobnie jak cerkwi – nadano wezwanie św. Marii Magdaleny.
W 2008, przy dofinansowaniu z budżetu miasta, odrestaurowano kaplicę na włostowickim cmentarzu.
3 listopada 2013 w cerkwi parafialnej umieszczono ikonę św. Męczennika Arcybiskupa Onufrego, pochodzącego z pobliskiego Opola Lubelskiego. Ustanowiono też dzień wspomnienia świętego – 1. niedzielę listopada (jako drugie święto parafialne).
26 października 2016 przekazano parafii cmentarz forteczny Twierdzy Dęblin.
Przy parafii, od czasu jej reaktywacji, działa chór „Melodos” pod kierownictwem psalmisty Bogdana Repeły.
W życiu religijnym parafii uczestniczy około 50 osób.

## Wykaz proboszczów
- 2003 – ks. Anatol Kozicki
- 2008–2013 – ks. Jan Grajko
- 2013–2019 – ks. Jarosław Szczur
- od 2019 – ks. Michał Doroszkiewicz[4]